# 深湾创新科技中心

深灣創新科技中心，是中國深圳市的三座摩天大樓，三栋建筑并拥有空中连廊连接，位于南山區，高311公尺、69層樓，於2017年動工、預計2020年完工，是南山科技园片区第一高楼，深圳前二十高樓。